# Ото Шиманек
Ото Шиманек (на чешки: Otto Šimánek) (28 април 1925 – 8 май 1992) е чешки мим, кино и театрален актьор. Играл е в редица комедии и няколко филмови приказки. Придобива международна известност в съвместната продукция с ФРГ „Господин Тау“ (Pan Tau), където изпълнява главната роля.